# Natural Music Festival
El Natural Music Festival fue un festival de música, que aglutinaba diferentes estilos, entre los que predominaba la música alternativa y el rock, que se celebraba en la localidad de El Ejido (Almería, Andalucía, España). 
Nació en 2006, gracias al ayuntamiento de El Ejido y a la promotora Music Frog, y tuvo lugar hasta 2007, fecha de su segunda edición.

## Edición de 2006
La primera edición se celebró los días 13 (fiesta de bienvenida), 14, 15 y 16 de julio de 2006, contando en su cartel con grupos como Placebo, Los Planetas, Deftones y Guns N' Roses.
El viernes 14 de julio contó con:
| - Iggy Pop and The Stooges - Razorlight - Mando Diao - Asian Dub Foundation - Delorean - Breed 77 | - VWF - La Excepción - El Chojin - Second - Vanexxa - Seine - Camelot DJs |

| - Keane - Primal Scream - The Charlatans - Nacha Pop - The Pinker Tones - Lori Meyers - The Unfinished Sympathy - Dorian | - The Tamborines - Sterlin - La Habitación Roja - Jesús Ordovás - We Are Balboa - Elastica Djs - Alis - Onassis Day |

- Datos: Q6038753